# Edward Zachajkiewicz
Edward Henryk Zachajkiewicz (ur. 25 lipca 1921 w Uścieńcu, zm. 27 grudnia 2012) – polski nauczyciel i działacz oświaty, poseł na Sejm PRL III kadencji, prezes Głównej Komisji Arbitrażowej (1972–1975) oraz Państwowego Arbitrażu Gospodarczego (1976–1989).

## Życiorys
Syn Bronisława. Uzyskał wykształcenie wyższe na Katolickim Uniwersytecie Lubelskim. W latach 1941–1944 pracował jako magazynier i księgowy w Składzie Wyrobów Szklanych w Warszawie, następnie do 1946 odbywał służbę wojskową. Od 1946 do 1949 pracował jako nauczyciel w Zakładzie Wiedzy Handlowej w Lublinie. W okresie 1949–1956 kolejno zatrudniony jako wizytator, inspektor i naczelnik Dyrekcji Okręgowej Szkolenia Zawodowego w Lublinie. Pracował na stanowisku dyrektora Okręgowego Szkolnictwa Zawodowego w Lublinie w latach 1956–1957, następnie do 1968 był kuratorem kuratorium Okręgu Szkolnego w Lublinie. W 1961 obronił pracę doktorską na Uniwersytecie Marii Curie-Skłodowskiej. 
W 1954 wstąpił do Polskiej Zjednoczonej Partii Robotniczej, był członkiem plenum (od 1962) i egzekutywy (1967–1968) Komitetu Wojewódzkiego w Lublinie. Należał do Towarzystwa Przyjaźni Polsko-Radzieckiej, został członkiem prezydium Zarządu Komitetu Wojewódzkiego. W 1961 został posłem na Sejm PRL z okręgu Lublin, w trakcie kadencji zasiadał w Komisji Mandatowo-Regulaminowa, Komisji Oświaty i Nauki oraz w Komisji Wymiaru Sprawiedliwości. Pełnił funkcję podsekretarza stanu (1968–1972) Ministerstwa Oświaty i Szkolnictwa Wyższego. Następnie od 1972 do 1975 był prezesem Głównej Komisji Arbitrażowej, następnie do 1989 Państwowego Arbitrażu Gospodarczego.
W 1955 został odznaczony Srebrnym Krzyżem Zasługi.
Został pochowany na Cmentarzu Wojskowym na Powązkach.